# 滕一龍
滕一龍（1948年—），江蘇東台人，曾任上海實業集團有限公司及上海實業控股有限公司董事長。
在2008年委任上海實業集團管理層前，曾是四川柴油机厂主要领导、六机部四川第六机械工业局副局长、江南造船厂主要领导、上海市总工会主席、中华全国总工会副主席、上海市高级人民法院院长、黨組書記。
畢業於上海交通大学工业管理工程专业和华东政法学院民商专业。除此之外，他還是中国人民政治协商会议全国委员会委员，同时担任最高人民法院咨询委员会委员、华东政法大学、上海工程技术大学的兼职教授、上海社会科学院特聘研究员、中国商用飞机有限责任公司副董事长及香港中企协会名誉会长。
2013年6月25日起不再擔任上實董事長。